# 먼길
《먼길》은 2001년 1월 21일에 SBS에서 방영된 설날 특집드라마이다.

## 등장 인물

### 주요 인물
- 이병헌 : 최우식 역
- 박진희
- 소지섭
- 남일우

### 그외 인물
- 최용민
- 김형범
- 백승욱
- 원숙희
- 이다연
- 권오영
- 방경림
- 김민정
- 이동훈
- 이창주
- 장은비
- 이상은
- 김희정